# La novità (Nilla Pizzi)
La novità è un CD inciso da Nilla Pizzi nel 2002 su etichetta Top Records.

## Tracce
1. È così che sei
2. Un uomo pazzo da legare
3. La chitarra di un vecchio soldato
4. Maracuja
5. La novità
6. Dimmi
7. Sola
8. Lo rifarei